# Erik Bruhn
Erik Bruhn (nombre artístico de Erik Belton Evers Bruhn) (Copenhague, 3 de octubre de 1928 - Toronto, Canadá, 1 de abril de 1986) fue un bailarín, coreógrafo, maestro de ballet y director de compañía danés. Consumado intérprete del llamado estilo Bournonville fue considerado en el apogeo de su arte, en las décadas de los cincuenta y sesenta del siglo veinte, como el epítome del danseur noble. Con su impecable técnica y su presencia escénica hizo suyos los papeles estelares del repertorio clásico: James en La Sylphide, Siegfried en El Lago de los Cisnes, Albrecht en Giselle, pero también dominó el lenguaje coreográfico contemporáneo en ballets como Carmen de Roland Petit o Miss Julie de Birgit Cullberg. Bailó con las bailarinas más destacadas de su época: Svetlana Beriósova, Sonia Arova, Rosella Hightower, Alicia Markova, Maria Tallchief, Yvette Chauviré, Toni Lander, Natalia Makárova, Carla Fracci.

## Los comienzos
Bruhn fue admitido en 1937, a los nueve años, en la Escuela del Real Ballet Danés en Copenhague, dirigida entonces por Harald Lander, paladín del estilo Bournonville. Debutó en 1946 en el ballet Thorvaldsen haciendo el papel de Adonis, y en 1947 entró a formar parte de la compañía. Ya en 1949 ascendió a solista y debutó en el papel de James en La Sylphide, una de las obras clave del estilo Bournonville y del repertorio del Ballet Danés. Con el deseo juvenil de asomarse al mundo Bruhn pidió en 1947 permiso a su compañía para trasladarse a Londres, entonces con París a la cabeza del resurgimiento del ballet después de la Segunda Guerra Mundial. Allí se unió al Metropolitan Ballet, una pequeña compañía de carácter cosmopolita que bajo la tutela de maestros como Victor Gsovsky y Nicholas Beriosoff presentaba a bailarines jóvenes con un repertorio de ballets clásicos y piezas modernas. Después de esa primera temporada de 1947 con el Metropolitan, Bruhn regresó al Real Ballet Danés, pero siguió apareciendo con la compañía londinense como artista invitado hasta que ésta se disolvió en 1949. A principios de la década de los cincuenta Bruhn dio el salto a América invitado por el American Ballet Theatre (ABT) con sede en Nueva York. Empezaba una nueva etapa en su vida.

## Años cincuenta
La primera temporada con el American Ballet Theatre estuvo marcada por una lesión que no permitió a Bruhn emplearse a fondo, pero la experiencia americana le confirmó en su intuición de que salir de Dinamarca y la seguridad del Real Ballet Danés eran necesarios para su maduración artística. Sin embargo, volvió a Copenhague para durante unos años tomar clases con Vera Vólkova, contratada en 1951 como maestra por el Real Ballet Danés. Bruhn diría más tarde que Vólkova había sido la profesora que más le había influido. Efectivamente Bruhn marchó de nuevo a los Estados Unidos potenciado en sus cualidades técnicas y artísticas, e irrumpió en el panorama balletístico estadounidense con un debut triunfal en Giselle acompañando a Alicia Markova en la producción del ABT en el Metropolitan Opera House de Nueva York, el 1 de mayo de 1955. A partir de ahí Bruhn apareció como artista invitado en las compañías estadounidenses más importantes.
Después de una breve temporada con el Ballet de Cuevas con gira europea incluida, Bruhn fue artista invitado del American Ballet Theatre durante los años 1957, 1958 y 1959 con una actividad trepidante. En la temporada de 1959/60 sorprendió a todos pasándose al New York City Ballet (NYCB), en cierto modo el "rival" del ABT, dirigido por George Balanchine, para formar pareja por primera vez con la estrella del NYCB Maria Tallchief. Junto a ella bailó el segundo acto de El Lago de los Cisnes y las coreografías de Balanchine Symphony in C y Pas de dix en el City Center neoyorkino ante un público enfervorizado. Por desacuerdos con Balanchine Bruhn abandonó en febrero de 1960 el NYCB y volvió al ABT. Con él y con Maria Tallchief de pareja viajó ese verano a la Unión Soviética y bailó a finales del año el paso a dos de El cisne negro en Londres en una gala en el Drury Lane Theatre. La ruptura con Balanchine llevó a Bruhn a volver la espalda al mundo balletístico estadounidense, al menos de momento, y buscar los escenarios europeos.

## Años sesenta

Maria Tallchief y Erik Bruhn en "El Lago de los Cisnes" (1961)

La vuelta de Bruhn a Europa en 1961 estuvo caracterizada por una gran intranquilidad tanto profesional como personal. A sus 33 años se hallaba en el mejor momento de su carrera y deseaba dejar la vida itinerante y establecerse en una compañía sólida y de nivel artístico que le ofreciera nuevas posibilidades también como coreógrafo y maestro. Seguía siendo miembro del Real Ballet Danés que por razones varias no se decidía a hacer a Bruhn director artístico de la compañía, a pesar de que hacía tiempo que se barajaba su nombre para ese cargo. En 1961 Bruhn montó Giselle para el Ballet Danés e interpretó dos ballets de Roland Petit y el paso a dos de Don Quijote en el festival anual de la danza celebrado en Copenhague ese verano. Conoció entonces a Rudolf Nuréyev, un joven bailarín ruso del Ballet Kírov de Leningrado que acababa de "escoger la libertad" en París. Con Nureyev comenzó una tormentosa historia de amor y amistad que duró hasta el final de su vida. En otoño coincidieron en Londres donde Bruhn participaba en una gala organizada por Anton Dolin y Nuréyev bailaba en una velada benéfica organizada por Margot Fonteyn, la primera bailarina del Royal Ballet inglés. Por aquel entonces la dirección del Royal Ballet buscaba a un sustituto para Michael Somes, su veterano primer bailarín, y contrató a Bruhn y Nuréyev como artistas invitados para la temporada 1961-62. Al terminar la temporada el Royal Ballet no se decidió por Bruhn como futuro primer bailarín, como él daba por descontado, sino por Nuréyev, que tuvo el respaldo unánime de los críticos, el público y la primera bailarina Margot Fonteyn.
Tras la decepción de Londres, Bruhn retomó su vida nómada con paradas en la Ópera de Stuttgart, apariciones en Australia con Sonia Arova o en la televisión norteamericana con Carla Fracci. En 1963 pasó una parte del año como maestro de ballet con el ABT y la otra con el NYCB, que tuvo que interrumpir por razones de salud. A comienzos de 1964 debutó en la Ópera de París acompañando a Yvette Chauviré, y al final del año montó en Toronto La Sylphide para el Ballet Nacional de Canadá, trabajo que inició una larga y fructífera colaboración con el ballet canadiense. En 1965 formó parte como bailarín y coreógrafo del Harkness Ballet de Nueva York, con el que visitó Londres en la primavera, precisamente cuando el furor en torno a la pareja Fonteyn/Nuréyev a raíz del estreno de Romeo y Julieta por el Royal Ballet, el nueve de febrero, estaba en su apogeo. En ese año el Real Ballet Danés nombró un nuevo director y, una vez más, dejó a un lado a Bruhn decidiéndose por Flemming Flindt.
A lo largo de 1966 la salud de Bruhn empeoró y a duras penas logró montar a final de año El Lago de los Cisnes para el Ballet Nacional de Canadá. En 1967 fue nombrado director artístico del Real Ballet de Suecia en Estocolmo (hasta 1971) y según algunas fuentes inició un paulatino distanciamiento de Nuréyev, con el que hasta ese momento había mantenido una relación personal y profesional, intensa y tormentosa. En la entrega a Bruhn del prestigioso Dance Magazine Award en Nueva York en abril de 1969, se los vio como un par de viejos pero distantes amigos. Así aparecieron también en la gran gala que se celebró poco antes en Londres para celebrar los 35 años de Margot Fonteyn como bailarina, gala en la que Bruhn bailó con la italiana Carla Fracci, su pareja preferida desde 1967. En su biografía autorizada de Nuréyev Julie Kavanagh también constata el enfriamiento de la relación tanto personal como profesional entre Bruhn y Nuréyev hacia finales de los años 60.

## Años setenta-ochenta
A comienzos de la década de los setenta Bruhn trasladó su actividad al otro lado del Atlántico, repartiendo su tiempo entre el American Ballet Theatre y el National Ballet of Canada, entre Nueva York y Toronto. A pesar de su estado de salud precario dedicó la temporada 1970/71 al ABT con el que bailó Las Sílfides y The Miraculous Mandarin con Natalia Makárova, Miss Julie con Cynthia Gregory, Coppelia y Giselle con Carla Fracci. A finales de 1971 su antigua dolencia -úlcera de estómago- lo llevó al hospital y tuvo que suspender todas sus actuaciones. En febrero de 1972 anunció su retirada de la escena como bailarín. En los años siguientes se dedicó a dar clases y a producir montajes de ballets principalmente para el National Ballet of Canada y el American Ballet Theatre. Sin embargo y para alegría de los balletómanos, Bruhn decidió volver a bailar en junio de 1975. Su primera actuación fue en La Sylphide, presentada por el ABT en Nueva York en julio de 1975. Esta vez Bruhn interpretaba el papel "de carácter" de la bruja Madge, mientras Gelsey Kirkland y Mijaíl Barýshnikov, otro bailarín ruso del Ballet Kírov que acababa de "escoger la libertad", interpretaban a la pareja romántica de la Sílfide y de James.
En esta nueva etapa Bruhn, a sus 47 años, optó por papeles de tipo dramático o de "carácter" como el de la Bruja Madge en La Sílfide, Petrushka en el ballet del mismo nombre (en junio de 1976) o el Dr. Coppelius en Coppelia, pero aún aparecía en papeles románticos como el paso a dos de Epilogue (1975) y el de Príncipe Iván en El pájaro de fuego ambos con Natalia Makárova (en abril de 1977). A finales de 1982 fue nombrado director artístico del National Ballet of Canada y su interés fue centrándose cada vez más en la enseñanza y el montaje de los grandes ballets clásicos que tan bien conocía. Aún creó un nuevo montaje de La Silfide para el American Ballet Theatre, estrenada el 24 de mayo de 1983 en el Metropolitan Opera House de Nueva York, y como director del Ballet Nacional de Canadá encargó al coreógrafo Glen Tetley un nuevo ballet, Alice, que fue estrenado en marzo de 1986.

## Premios y retirada
Bruhn fue nombrado Caballero de la Orden del Dannebrog, una de las más altas condecoraciones de Dinamarca, en 1963, el mismo año en que recibió el Premio Nijinsky en París. Tras retirarse como danseur noble en 1972, Bruhn bailó papeles de carácter, como Madge la bruja en La Sylphide, Dr. Coppelius y Petrushka. Fue director del Ballet de la Ópera de Suecia de 1967 a 1973 y del Ballet Nacional de Canadá desde 1983 hasta su muerte en 1986. Aunque se le ofreció en dos ocasiones la dirección del Ballet Real Danés, la rechazó. Sus producciones de ballets clásicos completos, como La Sylphide, Giselle, Coppélia y su controvertido Lago de los Cisnes para el Ballet Nacional de Canadá, fueron bien recibidas, al igual que sus montajes de pas de deux del repertorio Bournonville. Bruhn, excelente profesor y entrenador, se dedicaba a transmitir la pureza de la forma y la danza como drama, no como espectáculo. Creía en la "identificación total" con el personaje representado, "pero bajo un control absoluto. Porque si te pierdes por completo, no puedes comunicar". En 1974, interpretó un papel protagonista en la obra Rashomon con Susse Wold en Dinamarca, por el que fue aclamado.

## Fallecimiento
Bruhn fue ingresado en el General Hospital de Toronto el 25 de marzo de 1986. Se le diagnosticó cáncer de pulmón y falleció el 1 de abril a los 57 años.

## Especulaciones
Por su talento, por su carácter reservado, por su muerte prematura y por algunas de sus relaciones personales Erik Bruhn ha sido el objeto de muchas especulaciones.
En 2008, veintidós años después de su muerte, Pierre-Henri Verlhac sugirió en su biografía de Nureyev, que la muerte de Erik Bruhn podía deberse al virus VIH. Nadie hasta ahora ha corroborado esta tesis documentalmente.
En 2008 el autor danés Alexander Meinertz publicó una biografía titulada Erik Bruhn -billedet indeni (Erik Bruhn-el retrato interior) en la que, sin haber conocido personalmente al bailarín y sin haberle visto bailar en un escenario, propone un retrato psicológico al menos discutible.

## Legado
Bruhn estableció en su testamento la creación de un premio para bailarines jóvenes, el Erik Bruhn Prize, concedido anualmente por concurso organizado por el National Ballet of Canada desde 1988. El premio se otorga a  bailarines de las tres compañías con las que Bruhn estuvo más estrechamente relacionado: el Ballet Real Danés, el American Ballet Theatre y el Ballet Nacional de Canadá, cada una de las cuales está invitada a enviar un bailarín y una bailarina al concurso, celebrado en Toronto, Ontario, Canadá. Bruhn especificó que el premio se concediera a dos jóvenes bailarines que "reflejen la habilidad técnica, los logros artísticos y la dedicación que yo me esforcé en aportar a la danza". Los concursantes del premio tienen entre 18 y 23 años y son seleccionados por sus respectivos directores artísticos. Para el concurso, cada bailarín interpreta un pas de deux clásico y variaciones y un pas de deux contemporáneo o un solo.
El primer Premio Erik Bruhn se concedió en 1988.

## Filmografía
Se han conservado algunas actuaciones de Bruhn, varias de las cuales están disponibles en DVD y en Internet:
- Sinfonía fantástica, filmada en 1948 con el Ballet Real Danés, coreografía de Léonide Massine. Una película de trabajo, rodada sin sonido y que muestra a los bailarines en traje de ensayo. Disponible en DVD en el Dance Film Archive de la Ohio State University.[31]
- Pas de deux, coreografía de Roland Petit, con la bailarina francesa Zizi Jeanmaire en la película de Goldwyn Hans Christian Andersen de 1952. Disponible en DVD.
- En 1955 se rodaron cuatro piezas cortas en el centro de danza Jacob's Pillow en Becket, Massachussetts: El pas de deux del Acto II de Giselle, con Alicia Alonso; y el pas de deux de Don Quijote, el pas de deux del Acto II de Giselle y el pas de deux del Acto II de El Cascanueces, todos con Mary Ellen Moylan.[32]
- The Ed Sullivan Show (25 de agosto de 1957) con Nora Kaye en el pas de deux Cisne negro de El lago de los cisnes.
- Emisiones de The Bell Telephone Hour: El pas de deux de Don Quijote con Maria Tallchief (a partir de 1961); el acto II de La Sylphide (1962) y un pas de deux de Romeo y Julieta coreografiado por Bruhn (1967), ambos con Carla Fracci; el pas de deux del Cisne Negro con Sonia Arova (1963), y el pas de deux del acto III de Coppélia, también con Arova (1963). Disponible en el DVD "Rudolf Nureyev & Erik Bruhn - Their Complete Bell Telephone Hour Performances (1961-1967)", que también incluye a Tallchief y Nureyev bailando un pas de deux de Flower Festival in Genzano coreografiado por Bruhn después de Bournonville (de 1962).
- "El arte del pas de deux": pas de deux de Don Quijote con Maria Tallchief; incluye a Tallchief y Nureyev en el pas de deux del Festival de las Flores de Genzano coreografiado por Bruhn. Disponible en DVD. Ambas actuaciones proceden de las emisiones de "The Bell Telephone Hour" y también pueden verse en el DVD "The Art of Maria Tallchief".
- Giselle, largometraje completo con Carla Fracci y el American Ballet Theatre (1969), que ha sido criticado por su excéntrico trabajo de cámara. Disponible en DVD.
- Erik Bruhn: I'm the Same, Only More - A Personal Portrait of the Legendary Dancer (2002), una biografía cinematográfica póstuma de 42 minutos realizada por su amigo, el cineasta danés Lennart Pasborg, que incluye imágenes de actuaciones y un monólogo grabado por Bruhn utilizado como voz en off para clips y fotogramas. Ganó un premio en Cannes por el uso de material de archivo.

## Premios y reconocimientos
- Dance Magazine Award 1969
- Caballero de la Orden de Dannebrog 1963
- Prix Nijinski 1963